# Xerochrysum bracteatum
Xerochrysum bracteatum (цмин приквітковий як Helichrysum bracteatum) — вид рослин з родини айстрових (Asteraceae), родом з Австралії, Нової Гвінеї й прилеглих островів; натуралізований у Європі й пн.-сх. США.

## Опис
Однорічна чи дворічна рослина 20–100 см заввишки. Стебла прямовисні. Листки ланцетні, загострені. Кошики 2–5 см в діаметрі. Зовнішні листочки обгортки на верхівці бурі; середні — солом'яно або золотисто-жовті, рідше білі, пурпурно або яскраво-червоні, фіолетові або рожеві.

## Поширення
Батьківщиною є Австралія, Нової Гвінеї й прилеглих островів; натуралізований у Європі, пн.-сх. США.
В Україні вид зростає на газонах, в садах і парках — на всій території.

## Використання
Вирощується як декоративна рослина.